# Montraveta (Llobera)
Montraveta és una masia situada al municipi de Llobera, a la comarca catalana del Solsonès.